# Life Got Cold
Life Got Cold to trzeci singel Girls Aloud z ich debiutanckiego albumu Sound Of The Underground. Piosenka dotarła do #2 miejsca w Irlandii, oraz do miejsca #3 w Grecji i Wielkiej Brytanii. Sprzedała się w nakładzie 82 tysięcy egzemplarzy. 

## Lista utworów
| #                  | Tytuł                                   | Długość |
| ------------------ | --------------------------------------- | ------- |
| UK CD single 1     |                                         |         |
| 1.                 | "Life Got Cold" [Album Version]         | 3:57    |
| 2.                 | "Girls on Film"                         | 3:41    |
| 3.                 | "No Good Advice" [Doublefunk Vocal Mix] | 7:30    |
| 4.                 | "Life Got Cold" [Video]                 | 4:00    |
| 5.                 | Photo Gallery                           |         |
| UK CD single 2     |                                         |         |
| 1.                 | "Life Got Cold" [Album Version]         | 3:57    |
| 2.                 | "Life Got Cold" [Radio Edit]            | 3:29    |
| 3.                 | "Life Got Cold" [29 Palms Remix Edit]   | 6:54    |
| 4.                 | "Life Got Cold" [Stella Browne Edit]    | 5:26    |
| UK Cassette single |                                         |         |
| 1.                 | "Life Got Cold" [Album Version]         | 3:57    |
| 2.                 | "Life Got Cold" [Radio Edit]            | 3:29    |
| 3.                 | "Lights, Music, Camera, Action"         | 3:10    |

## Pozycja na listach
| Lista (2003)              | Najwyższa pozycja |
| ------------------------- | ----------------- |
| Irish Singles Chart       | 2                 |
| UK Singles Chart          | 3                 |
| Greece Singles Chart      | 3                 |
| Eurochart Hot 100 Singles | 8                 |
| Netherlands Top 40        | 11                |
| Poland Singles Chart      | 32                |